# Kuge

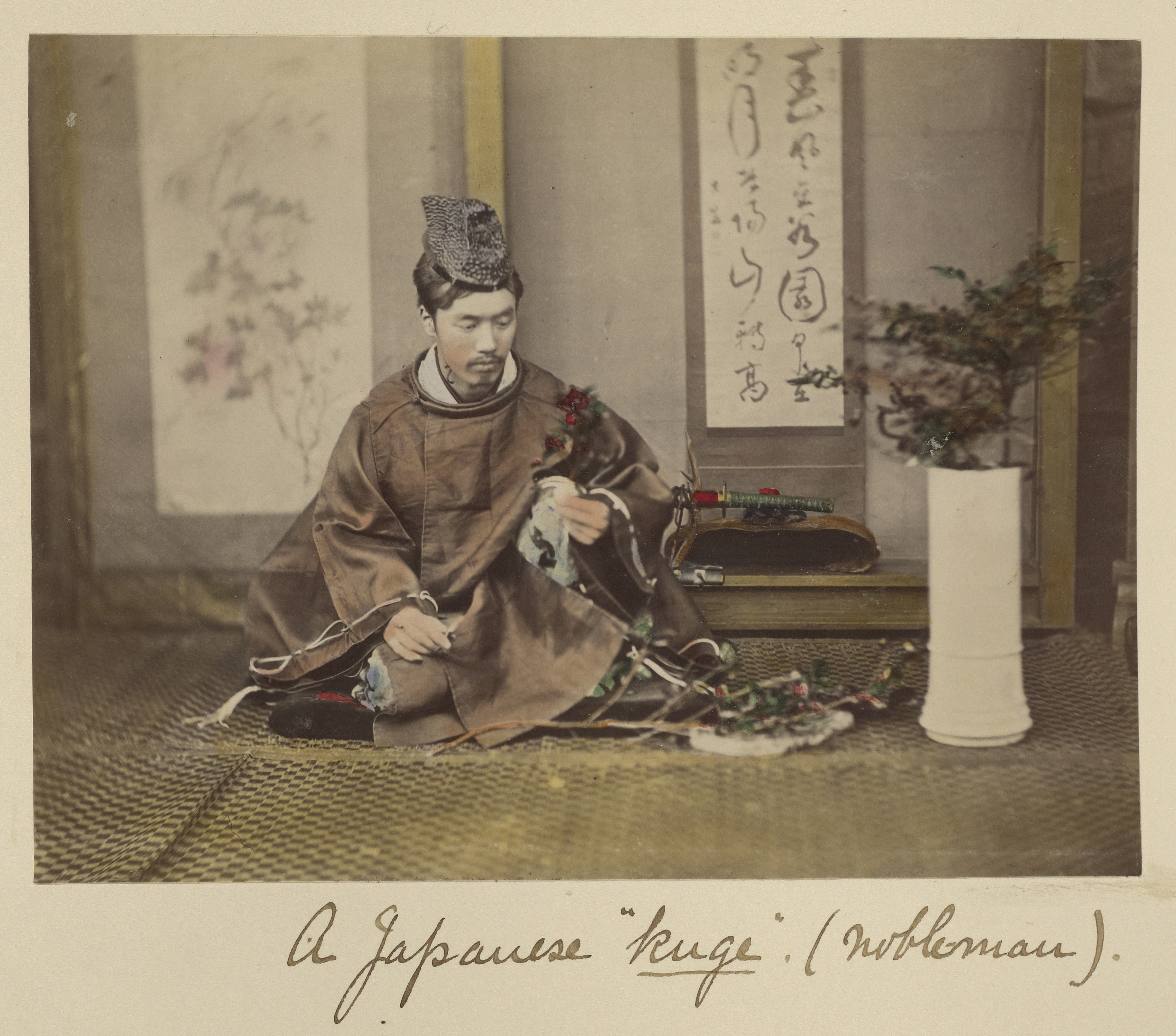
Kuge japonês (nobre)

Kuge (公家) foi a aristocracia da Corte Imperial japonesa instalada em Kyoto durante o Período Heian até a ascensão do Shogunato Kamakura no século XII, um período em que a Kuge começou a perder influência política para o Daimiô . No entanto, a Kuge não foi abolida pelos Shōguns e continuou seus deveres como a Corte do Imperador do Japão, embora relegado a um papel puramente cerimonial sem ocupar cargos importantes até o tempo da Restauração Meiji em 1868.

## Evolução
Com o nome Kuge foram designadas as famílias que prestavam serviços diretamente ao Imperador no início do Período Heian, e geralmente abarcava o monarca japonês e a sua corte, em seguida, o termo foi usado para designar funcionários da Corte que neste período se constituíram na aristocracia dominante e no grupo social mais poderoso do Japão.
Uma das famílias mais importantes da Kuge foi o Clã Fujiwara , durante o Período Heian mesclaram-se com a dinastia imperial japonesa através de matrimônios e jogou grande influência na administração política da época detendo poder considerável ante o Imperador. Naquele tempo, os membros da Kuge se destacaram como artistas, poetas, e promotores da cultura, sendo que a propriedade da terra e a renda derivada delas era a sua principal fonte de riqueza. Na classe dos kuge estavam incluídos os primeiros escritores da língua japonesa como os autores Sei Shōnagon e Murasaki Shikibu , além deles eram membros da Kuge os animadores do esplendor cultural da Corte Heian nas áreas da pintura, da música e das artes. A maioria do Kuge residia na capital, a cidade de Kyoto.
Quando os privilégios políticos começaram a ser exibidos pela nova classe dominante do Daimiô , no início de Período Kamakura , novas circunstâncias forçaram a kuge a reduzir seu papel de preservar o protocolo imperial e a cultura clássica do Japão, alheios ao poder político . Na verdade, seu domínio das artes, como a música e a poesia foram autorizados a sobreviver sob o novo regime do Bakufu no Período Muromachi e mesmo durante o Shogunato Tokugawa, sempre ligados a Corte e cultivados sob a proteção do Imperador, mantendo a sua classificação social, aristocrática, mas nenhum poder real.
Em 1869 , após a Restauração Meiji e a abolição do Shogunato , a Kuge (que sempre teve um número muito reduzido de membros), se fundiu com a Daimiô originando a  Kazoku, a nova aristocracia nobre japonesa.

## Classificação
No Século XII diferenças convencionais foram estabelecidas entre o dojo , separando o Kuge em grupos de acordo com seu cargo na corte. Estes determinavam o mais alto cargo para o qual poderiam ser nomeados. Os grupos foram os seguintes:
- Sekke (摂家) : poderia ser indicado como Sesshō e Kanpaku. Esta foi a mais importante classe de kuge. Apenas cinco ramos do Clã Fujiwara todos descendentes de Michinaga poderiam pertencer a essa classe. Eram eles os Ramos Konoe,[5] Takatsukasa,[6] Kujō,[7] Nijō[8] e  Ichijo.[9]
- Seigake (清华家) : poderia ser nomeado daijin (ministro), incluindo Daijō Daijin, o maior dos quatro daijin da Corte. Pertenciam a sete Ramos dos clãs Fujiwara ou Minamoto , e foram descendentes de imperadores. Os sete Ramos eram : Koga, Sanjō, Saionji, Tokudaiji, Ōinomikado (Ōimicado), Kasannoin (Kazanin) e Imadegawa[10]
- Daijinke (大臣家) : poderia ser nomeado Naidaijin , se esse cargo ficasse vago. Na realidade, o mais alto cargo que poderia normalmente conseguir era Dainagon .
- Urinke (羽林家) : era uma classe militar, que poderia ser nomeado Dainagon ou raramente a Naidaijin .
- Meika (名家, , também pronunciado Meike) : era uma classe civil, que poderia também ser nomeado Dainagon .
- Hanke (半家) : foi a classe mais baixa, criada no final dos anos Período Sengoku . Eles só poderiam ser nomeados para postos inferiores aos de sangi ou chūnagon.

A maioria dos postos mais importantes pertenciam aos clãs Fujiwara e Minamoto , mas ainda havia outros clãs, como o clã Sugawara , o clã Kiyohara , e o clã Ōe .